# کانتون سانتا ایزابل
کانتون سانتا ایزابل (به اسپانیایی: Cantón Santa Isabel) یک منطقهٔ مسکونی در اکوادور است که در استان آزوای واقع شده‌است.